# أحمد بن حسن عاكش
أحمد بن حسن عاكش الضمدي ( أبو عبد الله ) قاضي وفقية من منطقة جازان، حيث عاش تحت ظلال دولة الأدارسة حتى أفلت، ثم تحت ظلال المملكة العربية السعودية حتى وفاته، اسمه أحمد بن حسن بن محمد بن الحسن عاكش بن أحمد بن عبد الله بن عبد العزيز بن حسن بن حسين بن محمد بن يحي بن محمد بن علي بن عمر بن محمد بن يوسف الضمدي، وينسب إلى جدهم عمر بن محمد بن يوسف الملقب بسراج الدين والمتوفى سنة 922 هـ، يتدرج نسبه إلى بني الحكم. ولد عاكش ببلدة ضمد سنة 1328 هـ، وذلك قبل عام من معركة الحفائر التي خاض فيها السيد محمد بن علي الإدريسي القتال مع الأتراك وانتهت المعركة بانتصار أبناء المخلاف السليماني، وتم على إثرها إجلاء الأتراك من المنطقة.

## نشأته وطلبه للعلم
نشأ عاكش في رعاية أبوه القاضي حسن بن محمد بن الحسن عاكش الضمدي، الذي كان قاضيا في الدولة الإدريسية في كل من العارضة والشعبين، وبعد دخول المنطقة في حكم الملك عبد العزيز ولي القضاء بصبياء إلى وفاته، والذي يعد مدرسته الأولى التي نهل منها في سائر العلوم الشرعية واللغوية، فكان مجالسا له حيث كان يفد إليه العديد من علماء وأدباء عصره، فكان يتعلم من علومهم ويتأدب بآدابهم، وأخذ عاكش من علماء بلدته كالقاضي علي بن حسن الضمدي (ت : 1351 هـ)، والقاضي محمد بن أحمد عبد الرحمن، والقاضي عبد الله بن علي العمودي (ت : 1398 هـ).
ثم قرر عاكش بعد ذلك الرحيل لطلب العلم، فبدأ الارتحال إلى صنعاء والتحق بالمدرسة العلمية بها وذلك سنة 1352 هـ، وكان ذلك بعد دخول الجيش السعودي إلى منطقة جازان، وكانت تلك المدرسة أعني المدارس العلمية، ومحط أنظار أبناء المخلاف السليماني يومها لانعدام التعليم العالي بها، ولما تتسم به من تنوع في موادها الدراسية مع تركيزها على علوم الدين، وظل عاكش في تلك المدرسة ينهل على علمائها خمس سنوات، ودرس فيها على مجموعة من العلماء كالسيد عبد العزيز بن علي بن إبراهيم، والسيد عبد القادر بن عبد الله، والقاضي محمد بن علي الشرفي، والسيد علي بن هلال الديب الجمالي، والقاضي يحي بن محمد العنسي وغيرهم، وكان إضافة إلى العلماء الذين أخذ عنهم في المدرسة العلمية، كان يتلقى العلم على عدد من الأعلام في مساجد صنعاء.

## حياته العلمية
بعد أن عاد عاكش من صنعاء إلى مسقط رأسه ضمد اشتغل مدة بالتدريس والإفتاء، إلى أن كلف بالقضاء من قبل الملك عبد العزيز فتولاه ببلدة الحقو التابعة لمنطقة جازان، فقام به وظل في هذا المنصب إلى أن أحيل إلى التقاعد، عين بعدها من قبل وزارة العدل على وظيفة مأذون لعقود الأنكحة في ضمد وظل عليها إلى وفاته، وبعد تقاعد عاكش من منصب القضاء انكب على الاشتغال بالتدريس فأعطاه جل شغله واهتمامه، فكانت له حلقة علمية بمسجد العقيلي في ضمد، إضافة إلى حلقة علمية لكبار الطلبة بمنزله، وكان يدرس في الحلقتين التفسير والحديث والفقه والفرائض واللغة والأدب، وكان من الشعراء المجيدين.

## وفاته
توفي أحمد بن حسن عاكش في عام 1388 هـ في بلدته ضمد ،عن عمر ناهز الستين عاما، وصلي عليه في جامع ضمد الكبير، وشيع إلى مقبرة ضمد حيث دفن بها.